# Namibische Leichtathletik-Meisterschaften 2019
Die Namibischen Leichtathletikmeisterschaften 2019 (englisch AN Senior National Championships) fanden am 5. und 6. April 2019 im Independence Stadium in der namibischen Hauptstadt Windhoek statt. Sie wurden vom Dachverband Athletics Namibia organisiert.
Die Wettbewerbe für Straßenläufe und Crosslauf werden separat ausgetragen und sind nicht Teil der Leichtathletikmeisterschaften.

## Medaillengewinner

### Männer
| Disziplin                 | Gold                | Leistung       | Silber                  | Leistung       | Bronze                | Leistung       |
| ------------------------- | ------------------- | -------------- | ----------------------- | -------------- | --------------------- | -------------- |
| 100 m (Wind: +0,8)        | Dantago Gurirab     | 10,57 s        | Chenoult Lionel Coetzee | 10,65 s        | Even Tjiviju          | 10,75 s        |
| 100 m T11 (Wind: +1,6)    | Aino Mushila        | 12,01 s        | Amos Kinda              | 12,30 s        | Chris Kinda           | 12,48 s        |
| 200 m (Wind: +2,8)        | Ernst Narib         | 20,99 s        | Sidney Kamuaruuma       | 21,13 s        | Waren Goreseb         | 21,26 s        |
| 200 m T11 (Wind: +2,7)    | Aino Mushila        | 24,27 s        | Amos Kinda              | 24,91 s        | Chris Kinda           | 24,99 s        |
| 400 m                     | Mahmad Bock         | 46,56 s        | Ernst Narib             | 47,26 s        | Thasiso Aochamub      | 47,45 s        |
| 800 m                     | Daniel Nghipandulwa | 1:53,81 min    | Uhorera Mavenjono       | 1:55,17 min    | Eugene van Kradenburg | 1:55,85 min    |
| 1500 m                    | Jeremia Shaliaxwe   | 3:55,06 min    | Lisias Teofelis         | 3:50,09 min    | Simon Paulus          | 4:03,06 min    |
| 5000 m                    | Kefas Kondjashili   | 14:41,89 min   | Kuugongelwa             | 14:57,62 min   | Simon Paulus          | 15:01,59 min   |
| 10.000 m                  | Daniel Paulus       | 31:21,34 min   | Myhnhardt Kauanivi      | 31:30,61 min   | Stefanus Kaudine      | 31:44,36 min   |
| 110 m Hürden (Wind: +2,4) | Mell Theunissen     | 16,65 s        | Gayden Louw             | 17,42 s        | Mbitjita Kaeka        | 17,64 s        |
| 400 m Hürden              | Warren Goreseb      | 56,51 s        | Mbitjita Kaeka          | 58,59 s        | Deevan Mathys         | 59,65 s        |
| Hochsprung                | Emmanuel Samantu    | 2,08 m         | Wencuslaus Klaasman     | 2,05 m         | Renaldo Shaningwa     | 1,90 m         |
| Weitsprung                | Sandro Diergaardt   | 7,41 m (+2,8)  | Chenoult Lionel Coetzee | 7,35 m (+2,6)  | Aston Mukwiilongo     | 6,51 m (+2,6)  |
| Dreisprung                | Gregg Makari        | 14,43 m (+0,0) | Don Andreas             | 14,10 m (+1,4) | Ginaldo Kisting       | 13,90 m (+2,6) |
| Kugelstoßen               | Ryan Williams       | 14,08 m        | Jaco Labuschagne        | 12,53 m        | Leeorr-el Breytenbach | 12,29 m        |
| Diskuswurf                | Ryan Williams       | 45,51 m        | Leeorr-el Breytenbach   | 41,79 m        | Ludwig Huber          | 34,57 m        |
| Speerwurf                 | Johan Smit          | 59,13 m        | Ludwig Huber            | 51,24 m        | Manie Viljoen         | 48,92 m        |

### Frauen
| Disziplin                 | Gold                     | Leistung       | Silber                   | Leistung      | Bronze            | Leistung      |
| ------------------------- | ------------------------ | -------------- | ------------------------ | ------------- | ----------------- | ------------- |
| 100 m (Wind: +3,5)        | Jolene Jacobs            | 11,80 s        | Globine Mayova           | 12,33 s       | Johanna Ludgerus  | 12,41 s       |
| 200 m (Wind: ?)           | Tjipekapora Herunga      | 24,62 s        | Anne Rautenbach          | 25,06 s       | Chantelle du Toit | 25,67 s       |
| 400 m                     | Tjipekapora Herunga      | 54,48 s        | Anne Rautenbach          | 56,18 s       | Angala Tuuliki    | 58,68 s       |
| 800 m                     | Salmi Ndiviteko          | 2:18,34 min    | Anne Rautenbach          | 2:19,63 min   | Shekupe Guastaf   | 2:19,69 min   |
| 1500 m                    | Salmi Ndiviteko          | 4:50,02 min    | Josephine Dumeni         | 4:53,53 min   | Sarafina Immanuel | 4:56,82 min   |
| 5000 m                    | Kalinasho Matana         | 19:17,56 min   | Rauna Lucas              | 20:04,21 min  | Romy Gros         | 22:27,93 min  |
| 10.000 m                  | Kalinasho Matana         | 39:25,07 min   | Shivomwene Shilongo      | 40:43,79 min  | Rauna Lucas       | 41:52,31 min  |
| 100 m Hürden (Wind: +3,0) | Chrislene Klein-Nienaber | 15,43 s        | Natalie Louw             | 15,63 s       | Mariska Topnaar   | 19,54 s       |
| 400 m Hürden              | Mariska Topnaar          | 1:12,05 min    | Chantelle Louw           | 1:14,24 min   | Cindy Huber       | 1:16,12 min   |
| Hochsprung                | Natalie Louw             | 1,71 m         | Chrislene Klein-Nienaber | 1,65 m        | Ida-Marie Smeer   | 1,55 m        |
| Weitsprung                | Natalie Louw             | 5,65 m (+0,0)  | Globine Mayova           | 5,36 m (+2,4) | Chantelle du Toit | 5,25 m (+2,0) |
| Dreisprung                | Kay-Lee Cloete           | 10,04 m (+3,4) | Mariska Topnaar          | 9,98 m (+2,2) | Deidre Diergaardt | 9,85 m (+1,2) |
| Kugelstoßen               | Karlien Botha            | 11,48 m        | Virgina Kujandeka        | 11,41 m       | Natalie Louw      | 10,56 m       |
| Diskuswurf                | Criselda Jenkens         | 38,13 m        | Karlien Botha            | 37,82 m       | Vasti Schultz     | 26,04 m       |
| Speerwurf                 | Roche Venter             | 36,11 m        | Wilme Els                | 33,02 m       | Shanie Burger     | 31,44 m       |